# Oláh Attila (sebész)
Oláh Attila (Nyíregyháza, 1958. április 19.–) magyar sebész főorvos, orvosigazgató, egyetemi tanár, számos hazai és nemzetközi szakmai tudományos társaság tagja, a Magyar Tudományos Akadémia doktora. 2006 óta a Magyar Sebészet című folyóirat főszerkesztője. Speciális szakmai területe a máj és a hasnyálmirigy sebészete. 

## Életpálya, szakmai út
1958-ban született, pályáját meghatározta, hogy édesapja is baleseti sebészként dolgozott. Középfokú tanulmányai Siófokon végezte a Perczel Mór Gimnáziumban (1976), majd a Szegedi Orvostudományi Egyetemen szerzett diplomát (1982). Hivatását a Keszthelyi Kórházban kezdte, majd két évre rá Győrben, a sebészeti osztályon kezdett el dolgozni (1984), ahol 1995-ben kapott osztályvezetői kinevezést. 
A 80-as évek végétől foglalkozik intenzíven a hasnyálmirigy sebészetével. A Debreceni Egyetem (DOTE), majd a Semmelweis Egyetem (SOTE) I. sz. Sebészeti Klinikáján eltöltött egyéni továbbképzések után Ulmban tanulmányozta a sebészetnek ezt a speciális területét. Ezt követően a régióban elsőként kezdett el rutinszerűen végezni műtéti beavatkozásokat a hasnyálmirigyen. Az elmúlt 20 év során Győrben ez a szakmai profil regionális centrummá fejlődött. Emellett az általa megkezdett májsebészeti tevékenység is meghatározó jelentőségűvé vált a Nyugat-Dunántúlon.
1995 óta a győri Petz Aladár Megyei Oktató Kórház osztályvezető főorvosa (Általános és Mellkassebészeti Osztály), 2004 óta orvosigazgatója. Mindennapi kórházi tevékenysége mellett számos szakmai tisztséget is ellát. 2010 és 2013 között országos sebész szakfelügyelő főorvos, 2011-től 2013-ig a Magyar Sebész Társaság elnöke volt. Jelenleg (2010 óta) a Szakmai Kollégium Általános Sebészeti Tagozatának elnöke, a Magyar Tudományos Akadémia doktora.
Nyolc nemzetközi tudományos társaság tagja, a Cseh, a Román, a Horvát és a Bolgár Sebész Társaság tiszteletbeli tagja. 2008-ban tagjai közé választotta az egyik legrangosabb európai sebészeti társaság, az Európai Sebészeti Szövetség (European Surgical Association, ESA), amelynek 2015 óta vezetőségi tagja.
Szakmai tapasztalatait külföldi tanulmányutakkal is bővíti, rendszeres résztvevője nemzetközi orvos kongresszusoknak, konferenciáknak.
Kiemelten fontosnak tartja az orvosképzést, egyetemi tanárként segíti a Pécsi Tudományegyetem és a győri Széchenyi István Egyetem munkáját.
Rendszeresen publikál, harminchét könyvfejezet szerzője és három sebészeti témájú könyv szerkesztője. Öt nemzetközi folyóirat szerkesztőbizottsági tagja, 2006 óta a Magyar Sebészet című folyóirat főszerkesztője. Tudományos publikációinak száma 120, impakt faktora 154,7; citációinak száma meghaladja a kétezret.

## Hobbi
Fiatal korában versenyszerűen lovagolt (díjugratás), jelenleg lánya űzi ezt a sportot. Rendszeresen teniszezik és síel. Szenvedélye a repülés, pilóta szakszolgálati engedéllyel rendelkezik Cessna típusú repülőgépre. Elkötelezett rajongója a klasszikus zenének, és az irodalomnak. 2015-ben jelent meg „Nézd meg, ki vagyok…” címmel egy CD, amelyen Ady verseket szaval. Amatőr szinten rajzol és fest, képei korábban több kiállításon szerepeltek. 

## Tudományos fokozatai
- PhD (1994)
- MTA doktora (2005)

## Tudományos társasági tisztségek
- Magyar Sebész Társaság főtitkára (2002-2005)
- Magyar Sebész Társaság elnöke (2011-2013)
- Szakmai Kollégium Általános Sebészeti Tagozatának elnöke (2010-)
- President of the Hungarian Chapter of EA-HPB Association (2015-)
- Member of the Executive Committee of European Surgical Association (2015-)
- Honorary member of the Romanian Surgical Society (2007)
- Honorary member of the Czech Surgical Society (2008)
- Honorary member of the Croatian Surgical Society (2010)
- Honorary member of the Bulgarian Surgical Society (2014)

## Nemzetközi tudományos társasági tagságok
- ESA (European Surgical Association)
- IHPBA (International Hepato-Pancreato-Biliary Association)
- EA-HPBA (European-African Hepato-Pancrato-Biliary Association)
- EAES (European Association for Endoscopic Surgery)
- EPC (European Pancreatic Club)
- IASGO (International Association of Surgeons, Gastroenterologists and Oncologists)
- ESSO (European Society of Surgical Oncology)
- ESS (European Society of Surgery)

## Szerkesztőbizottsági tagság, publikációk
- Magyar Sebészet (főszerkesztő)
- Langenbeck’s Archives of Surgery
- HPB Surgery
- World Journal of Gastroenterology
- Chirurgia
- Hepato-Gastroenterology
- Interventional Medicine & Applied Science
- Central European Journal of Gastroenterology and Hepatology

## Külföldi tanulmányutak
- 1989, Ulm;
- 1994, Amsterdam (AMC)
- 1994, Los Angeles (UCLA)
- 1999, Bologna
- 2002, Heidelberg
- 2005, Boston (MGH)
- 2006, Rochester (Mayo)
- 2009, Stockholm (Karolinska Institute)
- 2013, New York (Memorial Sloan Kettering)

## Díjak, kitüntetések
- Nyári László emlékérem (1995)
- Petz Aladár-díj (2006)
- Pro optimo merito in pancreatico onkologia (2007)
- Haynal Imre emlékérem (2008)
- Hetényi Géza emlékérem (2010)
- Pro Urbe-díj, Győr (2011)
- Megyei Príma-díj (2012)
- Kardos Géza emlékérem (2015)